# Вулиця Приязна
Вулиця Приязна — вулиця у Личаківському районі міста Львів, місцевість Великі Кривчиці. Пролягає від вулиці Богданівської до вулиці Малі Кривчиці.
Прилучається вулиця Лотоцького.

## Історія та забудова
Вулиця виникла у складі селища Кривчиці, під назвою Весела. Після включення Кривчиць до складу Львова у 1962 році, отримала сучасну назву — Приязна.
Вулиця забудована одноповерховими будинками 1930-х—1960-х років та приватними садибами 2000-х років.